# برمجة تفاضلية
برمجة تفاضلية في برمجة الحاسوب هي طريقة للاشتقاق أي إيجاد المشتق من تابع رياضي في البرنامج الحاسوبي. ومن أشهر هذه الطرق الاشتقاق الآلي. وتستعمل برمجة الاشتقاق في التعلم الآلي ومعالجة الصور وغيرهما.